# Irrisor à tête blanche
Phoeniculus bollei
Espèce
Synonymes
- Irrisor bollii Hartlaub, 1858
(protonyme)
- Irrisor jacksoni Sharpe, 1890

Statut de conservation UICN

 LC  : Préoccupation mineure
L'Irrisor à tête blanche (Phoeniculus bollei) est une espèce d'oiseaux de la famille des Phoeniculidae.

## Répartition
Cette espèce vit en Afrique subsaharienne.